# Royal (New York)
Royal is een historisch merk van motorfietsen.
De bedrijfsnaam was Royal Motor Works, Spalding-Bidwell Building, New York.
Amerikaans merk dat achterover gekantelde eencilinders van 445 cc met de tank boven het achterwiel bouwde. Die constructie was identiek aan de bouwwijze van de eerste Indian motorfietsen. Royal produceerde motorfietsen van 1901 tot 1905.